# خافي كوستا
خافي كوستا (بالإسبانية: Javier Costa Estirado)‏ هو لاعب كرة قدم إسباني في مركز الدفاع، ولد في 17 أكتوبر 1986 في المنصورة في إسبانيا. لعب مع نادي فياريال ب.